# 672 Astarte
672 Astarte је астероид главног астероидног појаса са средњом удаљеношћу од Сунца која износи 2,555 астрономских јединица (АЈ).
Апсолутна магнитуда астероида је 11,1 а геометријски албедо 0,051.